# Neufchef
Neufchef [nœfʃɛf] est une commune française située dans le département de la Moselle en région Grand Est.

## Géographie
La ville de Neufchef se situe dans le département de la Moselle. La ville a été construite sur le plateau entre la vallée de la Fensch et le vallon du Conroy à une altitude moyenne de 310 m. En observant la carte géologique, on remarque que le sillon dans lequel elle s’est installée correspond à la faille géologique de Hayange. C’est le long de la route, qui reprend cet axe naturel de communication, que la ville s’est établie.
Sous le plateau, où se trouve la ville, les galeries de la mine d’Hayange engendrent des zones d’effondrements comme dans de nombreuses communes de cette région.
Le point culminant de la commune est de 354 m. Il se situe à proximité de la route Blanche, route reliant Neufchef à Fontoy.
Depuis peu, les quelques maisons de la cité artisanale et ses habitants qui étaient sur la commune de Hayange, ont été rattachés administrativement au ban communal de Neufchef.
Les forêts alentour sont traversées notamment par le sentier de grande randonnée 5 (GR5), qui part des Pays-Bas jusqu'à la Méditerranée.

### Paysage
Le vallon du Conroy est classé en zone naturelle d’interêt écologique, faunistique et floristique de type 1 (ZNIEFF).

### Communauté d'agglomération du Val de Fensch
La ville de Neufchef et neuf autres communes (Algrange, Fameck, Florange, Hayange, Knutange, Serémange-Erzange, Nilvange, Ranguevaux et Uckange, soit près de 70 000 habitants) constituent la communauté d'agglomération du Val de Fensh CAVF, entité homogène et cohérente. Son siège se trouve à Hayange, commune voisine de Neufchef.

### Hydrographie

#### Réseau hydrographique
La commune est située dans le bassin versant du Rhin au sein du bassin Rhin-Meuse. Elle est drainée par le ruisseau le Conroy.
Le Conroy, d'une longueur totale de 20,9 km, prend sa source dans la commune de Boulange et se jette  dans l'Orne à Moyeuvre-Grande, après avoir traversé sept communes.

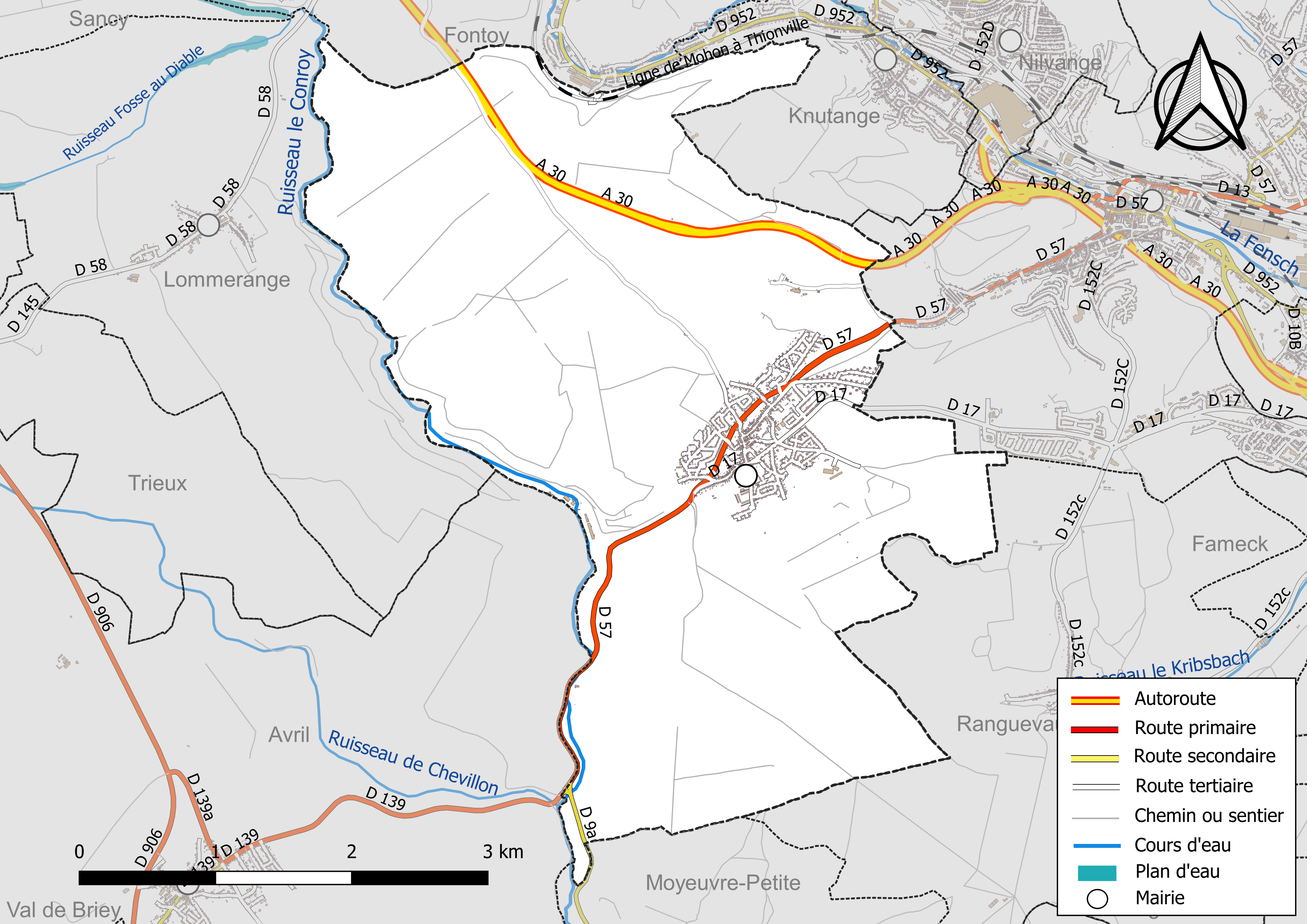
Réseaux hydrographique et routier de Neufchef.

#### Gestion et qualité des eaux
Le territoire communal est couvert par le schéma d'aménagement et de gestion des eaux (SAGE) « Bassin ferrifère ». Ce document de planification, dont le territoire correspond aux anciennes galeries des mines de fer, des aquifères et des bassins versants associés, d'une superficie de 2 418 km2, a été approuvé le 27 mars 2015. La structure porteuse de l'élaboration et de la mise en œuvre est la région Grand Est. Il définit sur son territoire les objectifs généraux d’utilisation, de mise en valeur et de protection quantitative et qualitative des ressources en eau superficielle et souterraine, en respect des objectifs de qualité définis dans le SDAGE  du Bassin Rhin-Meuse.
La qualité du ruisseau le Conroy peut être consultée sur un site dédié géré par les agences de l’eau et l’Agence française pour la biodiversité.

### Climat
Pour des articles plus généraux, voir Climat du Grand Est et Climat de la Moselle.
En 2010, le climat de la commune est de type climat de montagne, selon une étude du Centre national de la recherche scientifique s'appuyant sur une série de données couvrant la période 1971-2000. En 2020, Météo-France publie une typologie des climats de la France métropolitaine dans laquelle la commune est exposée à un climat semi-continental et est dans la région climatique  Lorraine, plateau de Langres, Morvan, caractérisée par un hiver rude (1,5 °C), des vents modérés et des brouillards fréquents en automne et hiver. 
Pour la période 1971-2000, la température annuelle moyenne est de 9,4 °C, avec une amplitude thermique annuelle de 16,8 °C. Le cumul annuel moyen de précipitations est de 856 mm, avec 12,9 jours de précipitations en janvier et 9,2 jours en juillet. Pour la période 1991-2020, la température moyenne annuelle observée sur la station météorologique de Météo-France la plus proche, « Malancourt », sur la commune d'Amnéville à 11 km à vol d'oiseau, est de 10,2 °C et le cumul annuel moyen de précipitations est de 884,1 mm. 
La température maximale relevée sur cette station est de 39,3 °C, atteinte le 25 juillet 2019 ; la température minimale est de −17,9 °C, atteinte le 5 janvier 1985,,. 
Les paramètres climatiques de la commune ont été estimés pour le milieu du siècle (2041-2070) selon différents scénarios d'émission de gaz à effet de serre à partir des nouvelles projections climatiques de référence DRIAS-2020. Ils sont consultables sur un site dédié publié par Météo-France en novembre 2022.

## Urbanisme

### Typologie
Au 1er janvier 2024, Neufchef est catégorisée ceinture urbaine, selon la nouvelle grille communale de densité à sept niveaux définie par l'Insee en 2022.
Elle appartient à l'unité urbaine de Neufchef, une unité urbaine monocommunale constituant une ville isolée,. Par ailleurs la commune fait partie de l'aire d'attraction de Luxembourg (partie française), dont elle est une commune de la couronne,. Cette aire, qui regroupe 115 communes, est catégorisée dans les aires de 700 000 habitants ou plus (hors Paris),.

### Occupation des sols
L'occupation des sols de la commune, telle qu'elle ressort de la base de données européenne d’occupation biophysique des sols Corine Land Cover (CLC), est marquée par l'importance des forêts et milieux semi-naturels (76,8 % en 2018), une proportion identique à celle de 1990 (76,8 %). La répartition détaillée en 2018 est la suivante : 
forêts (76,8 %), terres arables (17,3 %), zones urbanisées (5,9 %). L'évolution de l’occupation des sols de la commune et de ses infrastructures peut être observée sur les différentes représentations cartographiques du territoire : la carte de Cassini (XVIIIe siècle), la carte d'état-major (1820-1866) et les cartes ou photos aériennes de l'IGN pour la période actuelle (1950 à aujourd'hui).

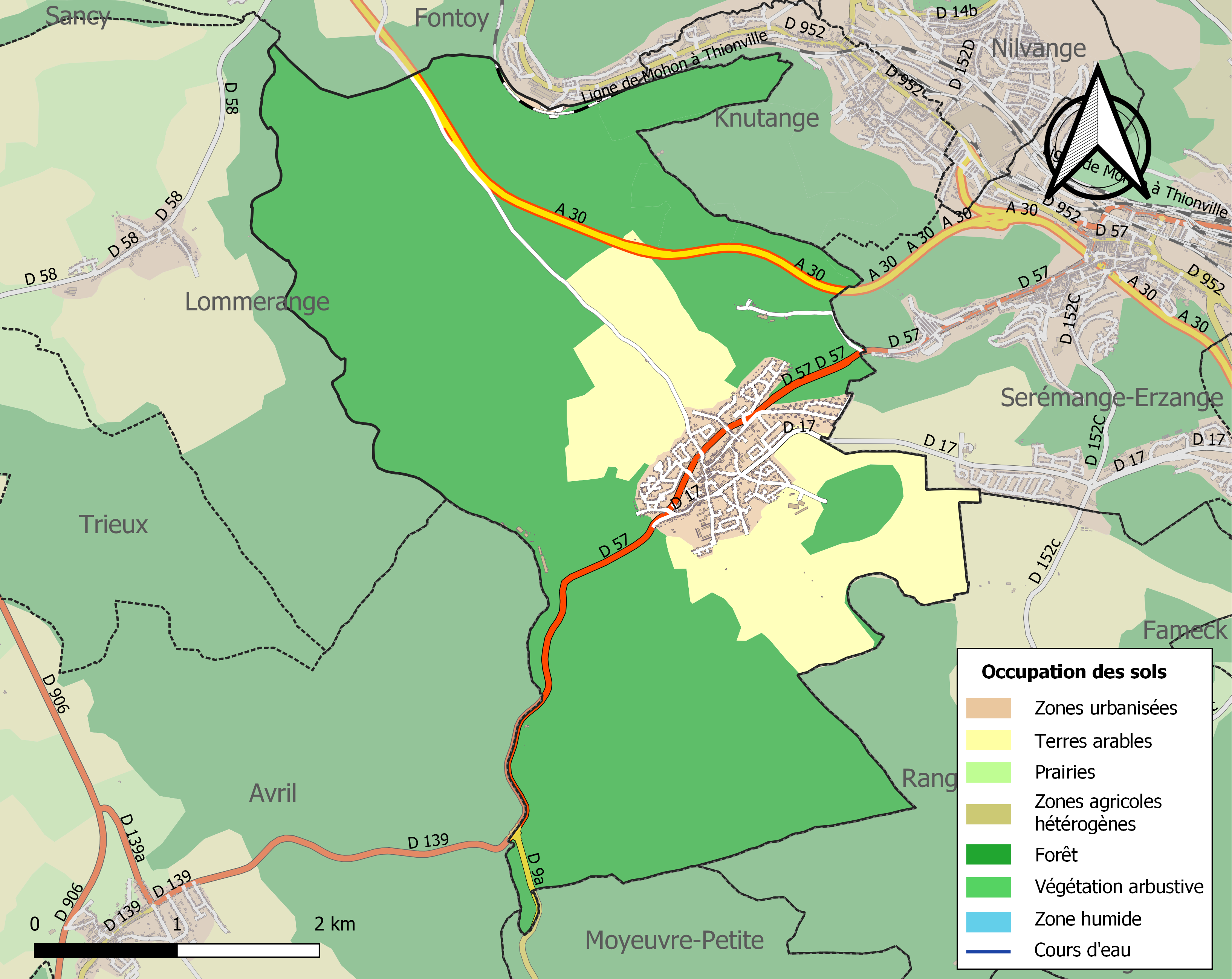
Carte des infrastructures et de l'occupation des sols de la commune en 2018 (CLC).

## Toponymie
- Formes anciennes[17]: Neufchiefs (1183), Nuefchiefz (1490), Muslinsen Neuchif (1544), Neunheuser et Neunhäuser[18] (1605), Noufchetz (1689), Neufchief (1749), Neunhäuser (1910-1918), Neunhausen (1940-1944).
- En francique lorrain : Näinhaiser[19] et Néngsen. En lorrain roman : Nieufchi[17].

### Hameviller
- Formes anciennes[17],[20] : Homeyrvilla (875), Hummervilla (962), Homervilla (1139), Humeiviller (1206), Humevillers (1236), Hune (1606), La cense d'Homervillers (1749), Homesviller (sans date), Homesweiller (1817), Hamevillers (1868).
- En lorrain roman : Hemvlé[17].

## Histoire
L’origine de Neufchef remonte à l’époque gallo-romaine.
Dans la vallée du Pérotin, se situait un petit hameau dénommé Tondar ; il semble que les conditions climatiques dans la vallée du Pérotin aient poussé les habitants de Tondar à s'installer sur la plateau actuel, aux conditions de vie plus clémentes.
De ce fait, l'origine du nom de Neufchef reste controversée : Tondar aurait possédé neuf maisons où peut être neuf chefs de familles y auraient vécu d’où l’origine de Neufchef (de familles), l'autre version soutenue par le Dictionnaire étymologique des noms et lieux de France, suppose que le nom de Neufchef provient simplement du latin Nova (nouvelle) et Casa (maison), nom obtenu lors de l'implantation du village sur le plateau.
Reste que la date approximative de la migration du village de la vallée du Pérotin à son emplacement actuel reste inconnue.
Le village dépendait de la seigneurie de Sancy, dans l’ancienne province du Barrois.
La carte archéologique, conservée au Service régional d’archéologie de Metz, nous apprend que des éléments de colonne datant de la période franque ont été retrouvés sur le site du Pérotin. Mais le plus intéressant est la découverte de nombreux restes de bas-fourneaux. Neufchef se situe au cœur du bassin ferrifère lorrain. L'exploitation du minerai de fer et son traitement remonterait donc remonter à cette époque.
La première mention du village de Neufchef, à proprement parler, date de 1183. On y constate une migration de la population du vallon du Conroy vers le plateau, ce qui permet aux habitants d'étendre les zones de culture.
Neufchef, dépendance de la seigneurie de Sancy, est un village du duché de Bar, proche du duché de Luxembourg qui, est alors possession bourguignonne puis espagnole. Le traité des Pyrénées de 1659 entre l'Espagne et la France, en donnant Thionville et sa région à la France donne à Neufchef un voisin plus dangereux. Le village devient Français en 1766 quand le duché de Bar est rattaché à la France.
En 1790, lors eu découpage de la France en départements par l'assemblée constituante, Neufchef est rattaché au département de la Moselle dont le chef-lieu est Metz.
En dehors des données iconographiques du XVIIIe siècle, comme la carte de Naudin ou celle de Cassini, la première véritable image de Neufchef que nous possédons remonte au cadastre napoléonien de 1826. Le village s’étend alors le long de la rue principale qui relie la vallée de la Fensch au vallon du Conroy.
En 1817, Neufchef avait pour annexes la ferme de Homesweiller et le moulin du Pérotin (Pirotin en 1779), ce qui représente 434 habitants répartis dans 100 maisons.
En 1871, le traité de Francfort qui met fin à la première guerre franco-allemande donne Neufchef à l'Allemagne. Neufchef devient alors un village frontalier.
En 1918, l'armistice qui met fin à la Première Guerre mondiale refait de Neufchef un village français. En 1940, Neufchef est de nouveau allemand mais redevient français en 1944.
Les grands changements dans l’urbanisme de Neufchef vont se manifester à partir des années 1950. L’économie à nouveau florissante et la création de la Communauté européenne du charbon et de l’acier transforment cette région de Lorraine en véritable eldorado.
Les entreprises De Wendel, propriétaires de la mine d’Hayange, aident à la construction des premières cités. La cité artisanale en 1951, puis les cités Pinay, Castors, CECA, et Cherez sortent rapidement de terre. La ville va continuer sa progression durant les années 1960 et 1970.
À partir des années 1970, la sidérurgie lorraine en déclin entame sa reconversion. Usinor-Sacilor qui a fédéré une grande partie de la sidérurgie lorraine va commencer à fermer les mines. Neufchef marque donc un temps d’arrêt dans sa croissance.
À partir des années 1980, le développement ne s’opère plus par la construction de lotissements avec une unité architecturale. C’est l’explosion du pavillonnaire.
Proche de la ville de Luxembourg, de nombreux travailleurs transfrontaliers viennent s’établir dans cette partie de la Lorraine. La vallée de la Moselle, entre Metz et Luxembourg voit de plus en plus la construction de lotissements. La constitution de ce type d’habitat pose des problèmes en ce qui concerne la gestion de l’espace, la relation avec le paysage, l'environnement urbain et la collectivité. Il arrive souvent de voir certains lotissements former de véritables écarts avec la ville. Ce genre d’intervention pose donc le problème très actuel de la vie au sein d’une commune et d’une communauté.

## Politique et administration
| Période                                  | Période                   | Identité            | Étiquette | Qualité                                                                                         |
| ---------------------------------------- | ------------------------- | ------------------- | --------- | ----------------------------------------------------------------------------------------------- |
| 1891                                     | 1902                      | Jean-Louis Dantonel |           |                                                                                                 |
| 1903                                     | 1919                      | E. Peiffert         |           |                                                                                                 |
| 1920                                     | 1929                      | Jacques Emilien     |           |                                                                                                 |
| 1929                                     | 1935                      | Eugène Leleyter     |           |                                                                                                 |
| 1935                                     | 1940                      | Eugène Friser       |           |                                                                                                 |
| 1946                                     | 1947                      | Joseph Leleyter     |           |                                                                                                 |
| 1947                                     | 1949                      | Prosper Friser      |           |                                                                                                 |
| 1949                                     | 1959                      | Joseph Leleyter     |           |                                                                                                 |
| mars 1959                                | mars 1965                 | Denis Hottier       |           |                                                                                                 |
| Les données manquantes sont à compléter. |                           |                     |           |                                                                                                 |
| mars 1983                                | mars 2001                 | André Pauly         | PS        | Instituteur retraité Conseiller général du canton d'Algrange (1998 → 2004)                      |
| mars 2001                                | mars 2003                 | Alain Fabre         |           | Directeur d'exploitation sécurité trafic Vice-président de la CA du Val de Fensch (2001 → 2003) |
| mars 2003                                | mars 2014                 | Daniel Priscal      | DVD       |                                                                                                 |
| mars 2014                                | En cours (au 3 juin 2020) | Carla Lambour       | PS        | Employée 2e vice-présidente de la CA du Val de Fensch (depuis 2014)                             |
| Les données manquantes sont à compléter. |                           |                     |           |                                                                                                 |

## Démographie
L'évolution du nombre d'habitants est connue à travers les recensements de la population effectués dans la commune depuis 1793. Pour les communes de moins de 10 000 habitants, une enquête de recensement portant sur toute la population est réalisée tous les cinq ans, les populations de référence des années intermédiaires étant quant à elles estimées par interpolation ou extrapolation. Pour la commune, le premier recensement exhaustif entrant dans le cadre du nouveau dispositif a été réalisé en 2008.

En 2022, la commune comptait 2 636 habitants, en évolution de +2,65 % par rapport à 2016 (Moselle : +0,52 %, France hors Mayotte : +2,11 %).
| 1793 | 1800 | 1806 | 1821 | 1836 | 1841 | 1861 | 1866 | 1871 |
| ---- | ---- | ---- | ---- | ---- | ---- | ---- | ---- | ---- |
| 450  | 435  | 438  | 663  | 499  | 546  | 565  | 609  | 568  |

| 1875 | 1880 | 1885 | 1890 | 1895 | 1900 | 1905 | 1910 | 1921 |
| ---- | ---- | ---- | ---- | ---- | ---- | ---- | ---- | ---- |
| 574  | 552  | 601  | 586  | 596  | 637  | 700  | 814  | 802  |

| 1926 | 1931  | 1936 | 1946 | 1954  | 1962  | 1968  | 1975  | 1982  |
| ---- | ----- | ---- | ---- | ----- | ----- | ----- | ----- | ----- |
| 929  | 1 026 | 986  | 855  | 1 360 | 2 616 | 2 935 | 3 226 | 2 922 |

| 1990  | 1999  | 2006  | 2008  | 2013  | 2018  | 2022  | - | - |
| ----- | ----- | ----- | ----- | ----- | ----- | ----- | - | - |
| 2 521 | 2 483 | 2 534 | 2 549 | 2 522 | 2 591 | 2 636 | - | - |

## Culture locale et patrimoine

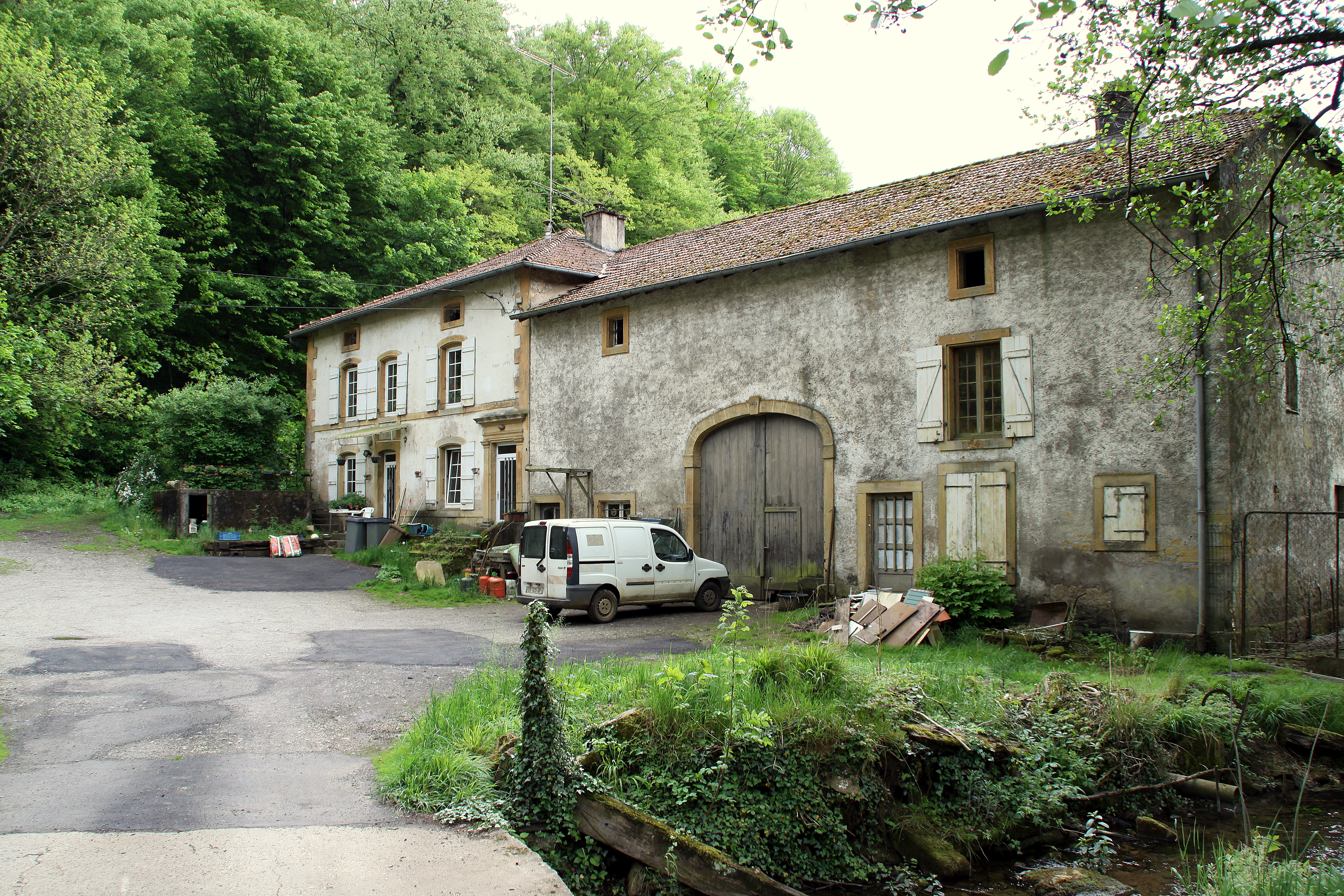
Moulin de Pérotin.

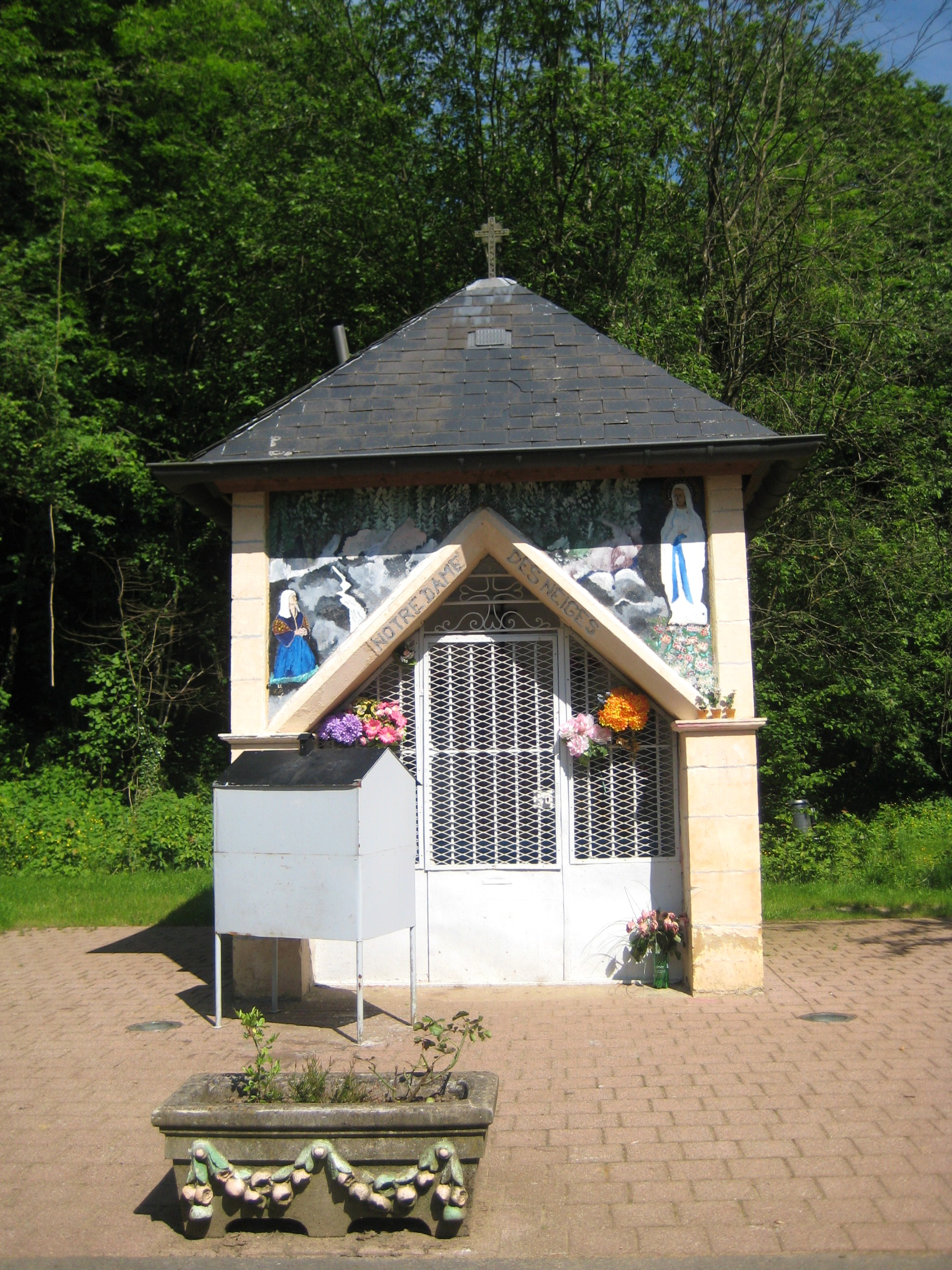
Chapelle-oratoire Notre-Dame-des-Neiges, où se situaient, autrefois, des fêtes en plein air et des messes catholiques occasionnelles.

### Lieux et monuments

#### Écomusée des mines de fer de Lorraine
Haut lieu chargé de mémoire (on y a retrouvé une activité métallurgique datant de l’époque gallo-romaine, musée de la découverte de  l’histoire et de l’univers de l’exploitation du minerai (la minette lorraine) et des mineurs, « les gueules jaunes » dans de véritables galeries de mines de fer exploitées il y a 200 ans. Visite guidée par d’anciens mineurs, parcours souterrain long d’un kilomètre, trois salles d’expositions, projection d’images d’archives anciennes et contemporaines, collection unique de gros engins miniers et ferroviaires.

#### Moulin de Pérotin
D’après les vestiges découverts il serait bâti sur les fondations d’une ancienne villa gallo-romaine.
Le premier meunier fut Jean Demesse en 1747 et le dernier Jean-François Saint-Antoine.
En 1860 Jean-François Saint-Antoine fait démolir l’ancien moulin et en reconstruit un autre plus moderne.
En 1872, Neufchef étant devenue une ville frontalière à la suite du rattachement de la Moselle à l'Empire allemand, il y établit une auberge et une épicerie. À cette période de l'histoire, il fallait paradoxalement marcher sur le sol français sur une longueur de 200 mètres pour arriver au moulin, preuve s'il en est besoin, que la frontière n'était pas étanche : la route à partir du pont situé au coin de la forêt de Colmont était restée française tandis que le pré et le moulin se trouvaient dans l'Empire allemand.
Plus tard Saint-Antoine vendit la propriété à Guy de Wendel qui en 1914 transforma le vieux moulin en « maison de pêche ». Le moulin avait fini d’exister.
En décembre 1916, pendant la Première Guerre mondiale, la « maison de pêche » fut destinée par l'administration impériale à devenir un dépôt de 50 prisonniers de guerre russes qui furent employés comme bûcherons. Trois de ces malheureux, moururent de faim et de fatigue durant l’hiver 1917. N'étant pas catholiques, ils ont été ensevelis dans le quartier protestant du cimetière de Neufchef.

#### Édifices religieux
- Église Saint-Denis néo-gothique, 1864 : christ de Pitié XVIe, saint Denis XVIe.
- Chapelle-oratoire Notre-Dame-des-Neiges, 1862 : statue XVe (emplacement de l’ancien couvent Saint-Blaise de Haméviller) construit entre 1154 et 1184. Au XVIIIe siècle, la chapelle et les bâtiments tombaient en ruine. Sur cet emplacement, on éleva un oratoire.

Plusieurs calvaires dans le village, en calcaire local, dans la rue principale et au cimetière.

### Héraldique
| Blason de Neufchef | Blason  | D'azur au massacre crucifère d'or, surmonté d'une étoile à six rais du même. |
| Blason de Neufchef | Détails | Le statut officiel du blason reste à déterminer.                             |